# سيارة إطفاء

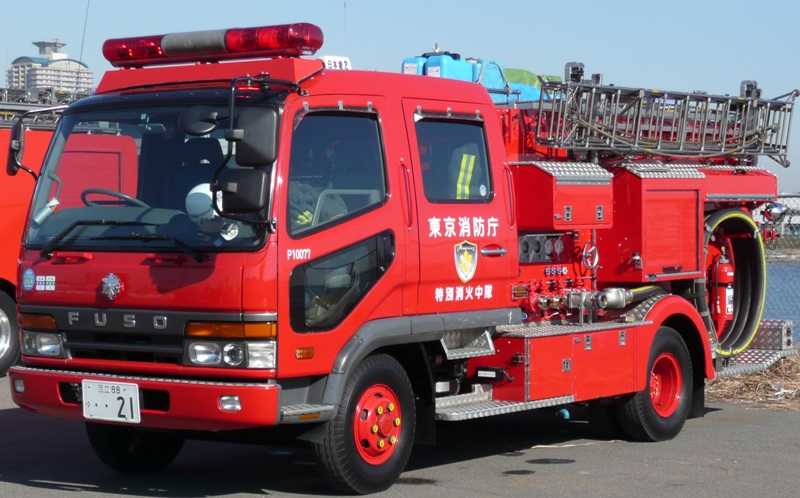
سيارة إطفاء تابعة لوكالة مكافحة حرائق طوكيو.

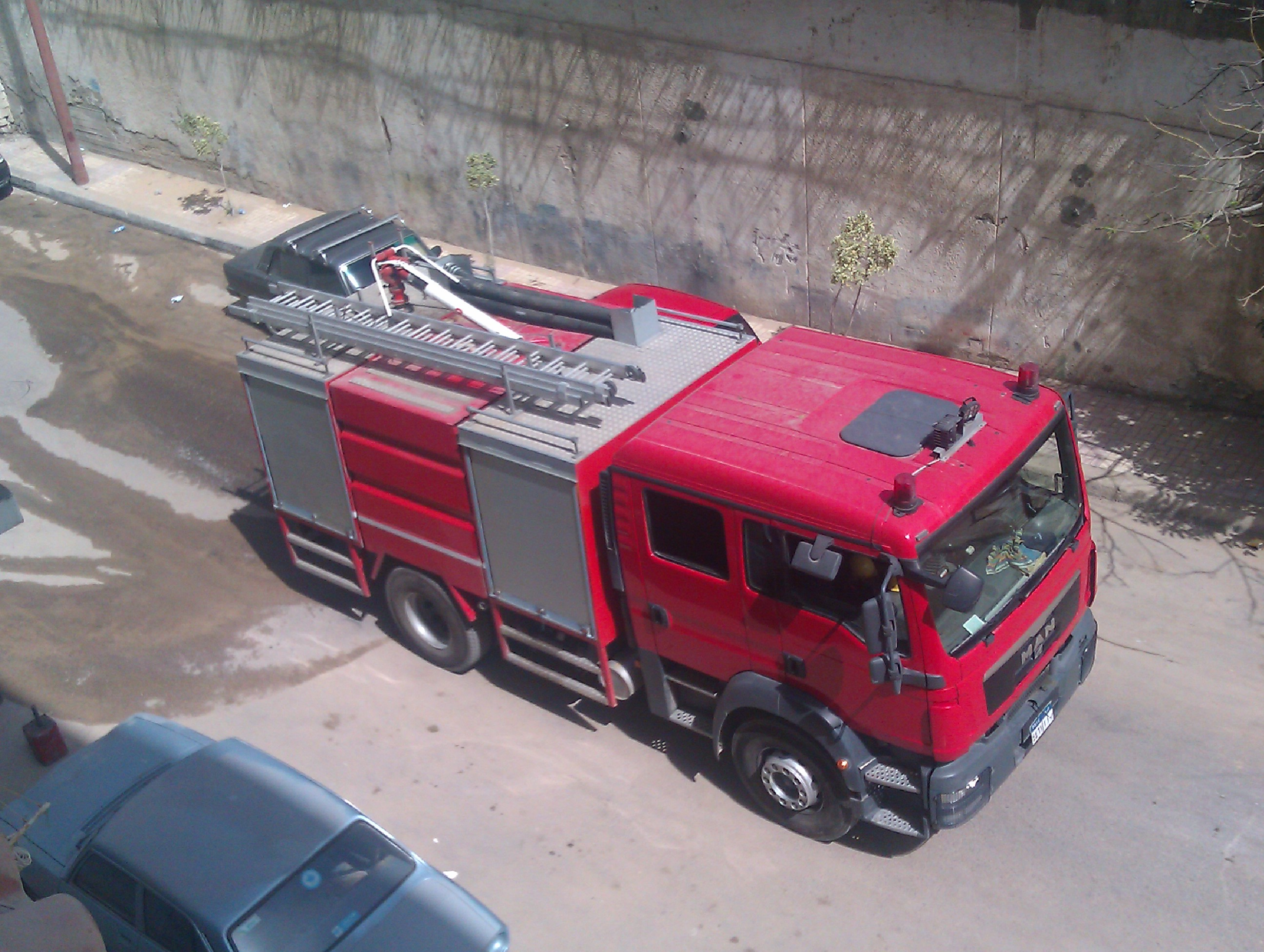
سيارة «مطافي» تابعة للدفاع المدني بالإسكندرية.

سيارة الإطفاء هي عربة صممت خصيصا للمساعدة في إخماد الحرائق، حيث تنقل رجال الإطفاء إلى مكان الحريق وتحوي المعدات اللازمة التي تمكنهم من إخماد الحريق مثل الماء، والخراطيم والسلالم ومعدات الإسعاف الأولية للمصابين. ولديها القابلية لحمل كميات كبيرة من الماء ومواد الأطفاء الأخرى كالرغوة والبودرة الجافة كما أنها تتميز بالقوة والسرعة حتي تتمكن من الاستجابة للحريق في أي مكان وبأسرع وقت ممكن وهنالك عده أنواع من عربات الأطفاء فالعربات الخاصة بحرائق المباني تختلف عن تلك التي تستعمل في المطارات العسكرية والمدينة لإطفاء حرائق الطائرات من حيث المعدات ومن حيث آلية العمل ولكن في العموم نفس الشركات التي تنتج كلا النوعين هي شركات مميزة كشركة مرسيدس الألمانية وشركة اوشكوش الأمريكية.